# Worstelen op de Middellandse Zeespelen 1955
Worstelen is een van de sporten die beoefend werden tijdens de Middellandse Zeespelen 1955 in Barcelona, Spanje. Er waren acht onderdelen, alle voor mannen.

## Uitslagen

#### Vrije stijl
| Event   | Goud               | Zilver            | Brons                       |
| ------- | ------------------ | ----------------- | --------------------------- |
| 52 kg   | Ahmet Bilek        | Sayed Osman       | Ahmad Nahle                 |
| 57 kg   | Mustafa Dagistanli | Zakaria Chehab    | Ibrahim Ahmed Abdel Latif   |
| 62 kg   | Riza Dogan         | Umberto Trippa    | Elie Naasan                 |
| 67 kg   | Roger Bielle       | Bruno Granaiola   | Tevfik Yuce                 |
| 73 kg   | Giuseppe Pirazzoli | Jean Leclerc      | Giorgios Petmezas           |
| 79 kg   | Bekir Buke         | Abdel Mustafa     | Osvaldo Riva                |
| 87 kg   | Suleyman Bastimur  | Adelmo Bulgarelli | Mohamed Mahmoud El Sharkawi |
| + 87 kg | Hamit Kaplan       | Giuseppe Marcucci | Mohamed Amir Hilal          |

## Medaillespiegel
| Plaats | Land        | Goud | Zilver | Brons | Totaal |
| 1      | Turkije     | 6    | 0      | 1     | 7      |
| 2      | Italië      | 1    | 4      | 1     | 6      |
| 3      | Frankrijk   | 1    | 1      | 0     | 2      |
| 4      | Egypte      | 0    | 2      | 3     | 5      |
| 5      | Libanon     | 0    | 1      | 2     | 3      |
| 6      | Griekenland | 0    | 0      | 1     | 1      |
| Totaal | Totaal      | 8    | 8      | 8     | 24     |

1951 · 1955 · 1959 · 1963 · 1967 · 1971 · 1975 · 1979 · 1983 · 1987 · 1991 · 1993 · 1997 · 2001 · 2005 · 2009 · 2013 · 2018 · 2022
Atletiek · Basketbal · Boksen · Gewichtheffen · Gymnastiek · Hockey · Paardensport · Roeien · Rolhockey · Rugby · Schermen · Schietsport · Schoonspringen · Voetbal · Waterpolo · Wielersport · Worstelen · Zeilen · Zwemmen